# مانابو اینو
مانابو اینو ((به ژاپنی: 猪野 学 Manabu Ino)؛ زادهٔ ۷ اکتبر ۱۹۷۲) بازیگر، و صداپیشگی در ژاپن اهل ژاپن است.